# Thế vận hội Mùa đông 2002
Thế vận hội Mùa đông 2002, hay Thế vận hội Mùa đông XIX, được tổ chức tại Thành phố Salt Lake, Utah (Hoa Kỳ) từ 8 tháng 2 đến 24 tháng 2 năm 2002. Tất cả có 76 quốc gia tham dự.

## Các quốc gia tham dự

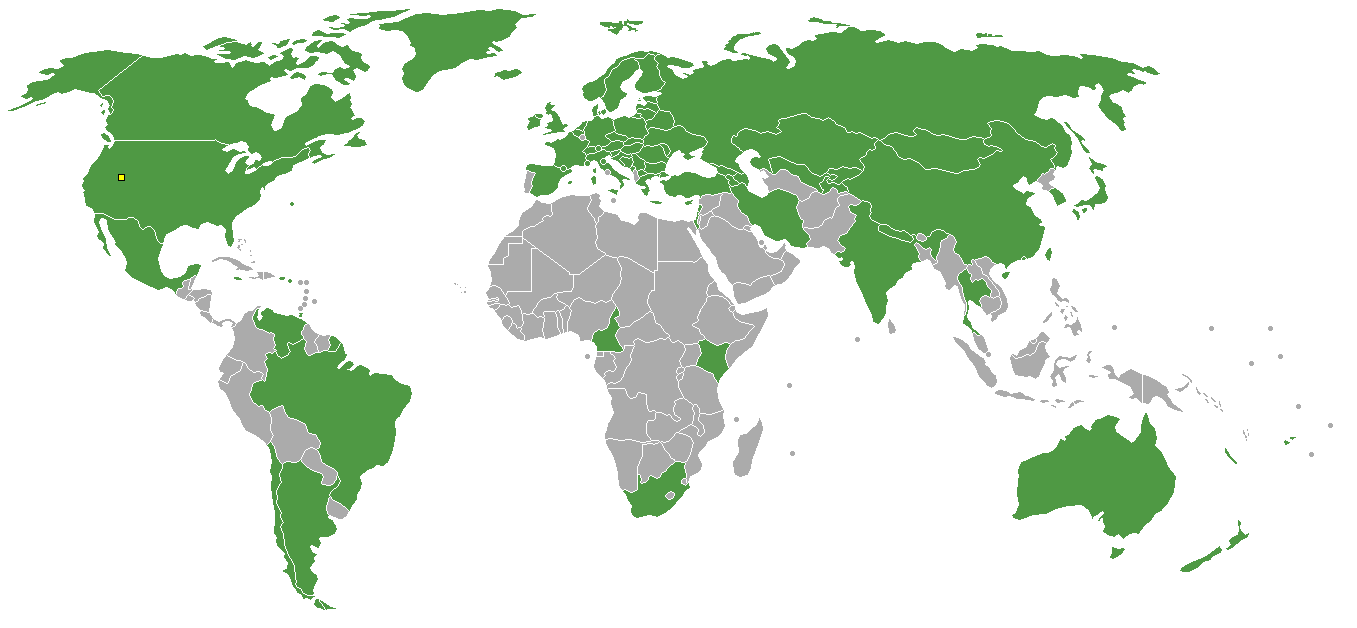
Các quốc gia tham dự

Sau đây là danh sách 76 quốc gia tham dự Thế vận hội Mùa đông 2002.
| Ủy ban Olympic quốc gia tham dự |
| --- |
| - Andorra (3) - Argentina (11) - Armenia (9) - Úc (27) - Áo (90) - Azerbaijan (4) - Belarus (64) - Bỉ (6) - Bermuda (1) - Bosna và Hercegovina (2) - Brasil (10) - Bulgaria (23) - Cameroon (1) - Canada (150) - Chile (6) - Đài Bắc Trung Hoa (6) - Trung Quốc (66) - Costa Rica (1) - Croatia (14) - Síp (1) - Cộng hòa Séc (76) - Đan Mạch (11) - Estonia (17) - Fiji (1) - Phần Lan (98) - Pháp (114) - Gruzia (4) - Đức (157) - Anh Quốc (49) - Hy Lạp (10) - Hồng Kông (2) - Hungary (25) - Ấn Độ (1) - Iran (2) - Ireland (6) - Iceland (6) - Israel (5) - Ý (112) - Jamaica (2) - Nhật Bản (103) - Kazakhstan (50) - Kenya (1) - Hàn Quốc (48) - Kyrgyzstan (2) - Latvia (47) - Liban (2) - Liechtenstein (8) - Litva (8) - Macedonia (2) - México (3) - Moldova (5) - Monaco (5) - Mông Cổ (4) - Nepal (1) - Hà Lan (27) - New Zealand (10) - Na Uy (77) - Ba Lan (27) - Puerto Rico (2) - România (21) - Nga (151) - San Marino (1) - Slovakia (49) - Slovenia (40) - Nam Phi (1) - Tây Ban Nha (7) - Thụy Điển (102) - Thụy Sĩ (110) - Tajikistan (1) - Thái Lan (1) - Trinidad và Tobago (2) - Thổ Nhĩ Kỳ (3) - Ukraina (68) - Hoa Kỳ (chủ nhà) (202) - Uzbekistan (6) - Venezuela (4) - Quần đảo Virgin thuộc Mỹ (8) - Cộng hòa Liên bang Nam Tư (6) |

## Môn thi đấu
Đã có 78 sự kiện tranh tài trong 7 môn thể thao (15 phân môn).
- Trượt tuyết Alpine
- Biathlon
- Xe trượt băng (bobsleigh)
- Trượt tuyết việt dã (cross-country skiing)
- Bi đá trên băng (curling)
- Trượt băng nghệ thuật (figure skating)
- Trượt tuyết tự do (freestyle skiing)
- Khúc côn cầu (hockey)
- Luge
- Trượt tuyết Nordic
- Trượt băng vòng ngắn (short track speed skating)
- Skeleton
- Nhảy ski
- Snowboarding
- Trượt băng (speed skating)

## Bảng tổng sắp huy chương
| 1  | Na Uy (NOR)    | 13 | 5  | 7  | 25 |
| 2  | Đức (GER)      | 12 | 16 | 8  | 36 |
| 3  | Hoa Kỳ (USA)   | 10 | 13 | 11 | 34 |
| 4  | Canada (CAN)   | 7  | 3  | 7  | 17 |
| 5  | Nga (RUS)      | 5  | 4  | 4  | 13 |
| 6  | Pháp (FRA)     | 4  | 5  | 2  | 11 |
| 7  | Ý (ITA)        | 4  | 4  | 5  | 13 |
| 8  | Phần Lan (FIN) | 4  | 2  | 1  | 7  |
| 9  | Hà Lan (NED)   | 3  | 5  | 0  | 8  |
| 10 | Áo (AUT)       | 3  | 4  | 10 | 17 |